# Mathesis Scientiarum Genitrix

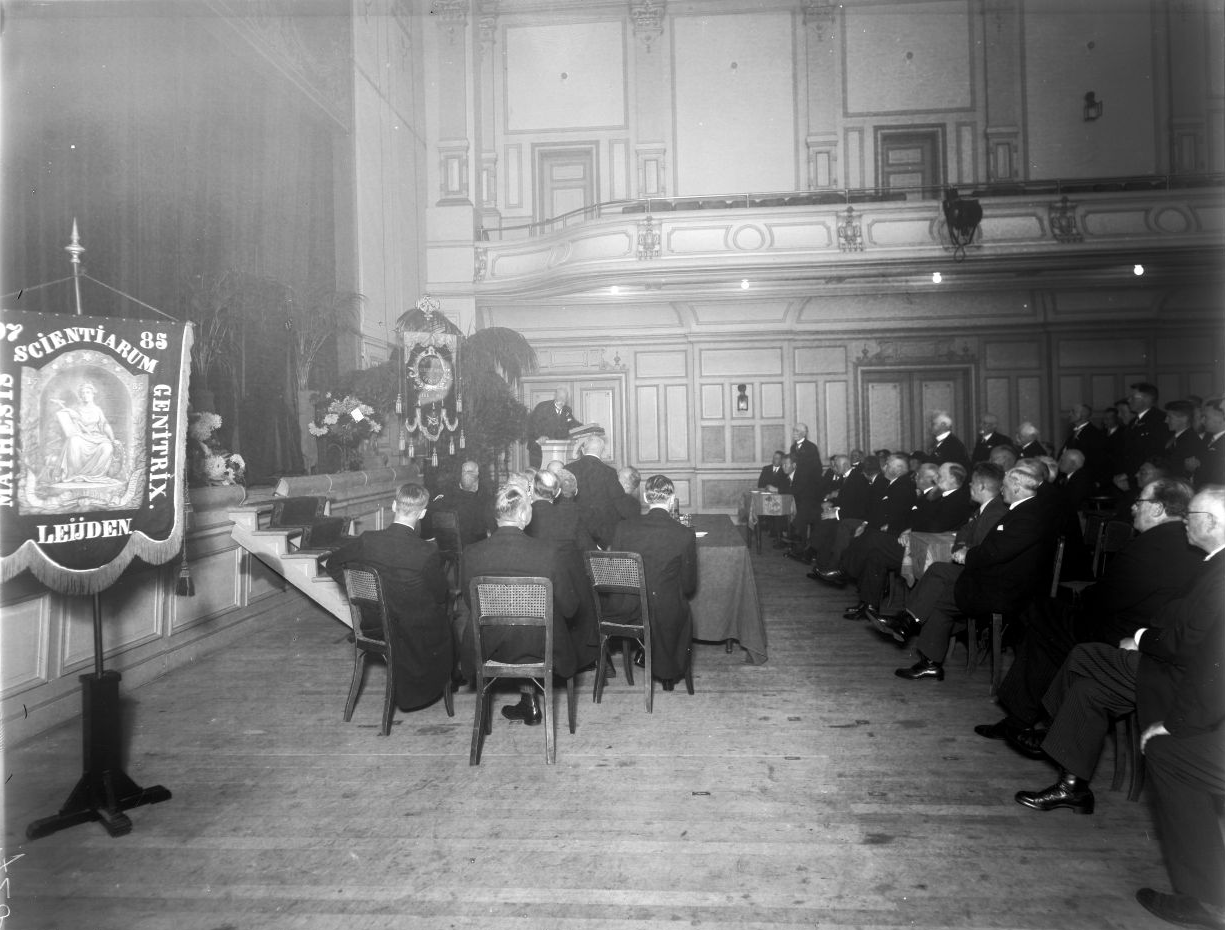
Het Genootschap MSG in 1935 in de Stadsgehoorzaal Leiden. Links de vaandels.

Mathesis Scientiarum Genitrix (Latijn voor Wiskunde is de moeder der wetenschappen) is de spreuk waaronder het Genootschap der Beschouwende en Werkdaadige Wiskunde in 1785 is opgericht in de Nederlandse stad Leiden.  Het genootschap startte kort na de oprichting een school die gaandeweg dezelfde naam als het genootschap kreeg.

## Het genootschap
Aan het einde van de 18e eeuw kolkte het in West-Europa. De soevereiniteit van het volk werd bevochten in de Franse Revolutie en in Engeland voltrok zich de Industriële Revolutie. In die periode bleef de ontwikkeling van de Republiek der Zeven Verenigde Nederlanden achter. De Vierde Engelse Oorlog was in 1785 net achter de rug; het leger en de zeemacht verkeerden in deplorabele toestand. Het is de tijd waarin een aantal genootschappen werd opgericht waarvan sommige nu nog bestaan. Zo ook in Leiden: daar besloten enige lieden uit de gegoede burgerij, van mening dat het opleiden van jongens, zowel arm als rijk, een bijdrage kon leveren aan het oplossen van de problemen in de Republiek, tot het oprichten van het genootschap Mathesis Scientiarum Genitrix. Volgens de notulen van de eerste huishoudelijke vergadering gehouden op 23 september 1785, bestond het bestuur uit de heren P. van Campen (geadmitteerd landmeeter, wijnroeijer en leermeester in de wiskunde), A. de Bruin de Neve, A. van Gennep en I. Renier (drie studenten te Leiden), P. Rijk (meester-metselaar) en B. van den Broeck (kunstbeeldhouwer).
Het genootschap kende behalve een bestuur ook twee soorten leden: honoraire en ordinaire leden, afhankelijk van de hoogte van de contributie. Om het genootschap meer aanzien te geven werd de nog jonge prins Willem Frederik (de latere koning Willem I) verzocht de rol van beschermheer op zich te nemen. Hij aanvaardde het beschermheerschap op zestienjarige leeftijd.
Gedurende lange tijd is de naam van het genootschap verbonden geweest aan opleidingen in de techniek.

## De school
Mathesis was waarschijnlijk de eerste van dat soort scholen in Nederland. Tijdens de eerste algemene jaarvergadering van het genootschap werd wiskunde "[…] die voortreffelyke Hemeltelg, van goddelyke afkomst, geteeld uit Waarheid en Weldaadigheid, gezoogd aan de borsten der Menschenliefde, onderweezen in de school der onvermoeide standvastigheid […]" genoemd. Wellicht noopte niet alleen de lengte van de naam tot het gebruik van het kortere "Mathesis". De school werd later ook wel "M.S.G." genoemd.
In de beginjaren van Mathesis werden de lessen gegeven ten huize van een van de medeoprichters, Pieter Rijk, aan de Heerengragt 51. Vanaf 1787 werd het onderwijs gegeven in lokalen van de Latijnse School, Lokhorststraat 16 en vanaf 1867 aan de Pieterskerkgracht 13. Het ging daarbij steeds om avondonderwijs. De leerlingen heetten toen "aankwekelingen" en er waren zelfs aankwekelingen "van eer", getuige een papierrol die deel uitmaakt van de collectie van het Stedelijk Museum de Lakenhal te Leiden. 

In het jubileumjaar 1935 kreeg het genootschap het predicaat Koninklijk. Ter gelegenheid van dat honderdvijftigjarig bestaan schonken oud-leerlingen een bronzen gedenkplaat aan het dan Koninklijk Genootschap Mathesis Scientiarum Genitrix. Die gedenkplaat is na wat omzwervingen tweehonderdvijfentwintig jaar na de oprichting van wat ook allengs zonder puntjes MSG ging heten, opgehangen op de Pieterskerkgracht. De school was daar tussen 1867 en 1966 gevestigd. Van 1966 tot 1990 is de school gevestigd geweest aan de Dieperpoellaan 2; daar is in 1985 een week lang uitbundig het tweehonderdjarig bestaan gevierd.
Vanaf 1951 gaf MSG ook dagonderwijs en in de periode 1901 tot 1979 verzorgde MSG de theoretische opleiding van leerlingen van de Leidse Instrumentmakersschool, afgekort tot LIS; in 1979 schonk de LIS als blijk van dank een gedenkbord. In 1990 is de M.T.S. MSG — vanaf 1968 was de school een zogeheten Middelbare Technische School — na fusies opgegaan in de MTSL (Middelbare Technische Sectorschool Leiden). In 1996 fuseerde de MTSL met andere instellingen. Als gevolg van deze tweede fusiegolf ontstond het Regionaal Opleidingen Centrum Leiden (ROC Leiden).
Mathesis heeft met de eigen "rekenboeken" aan het begin van de negentiende eeuw bijgedragen aan het wiskundeonderwijs in den lande. Het ging daarbij voornamelijk over de presentatie van het vak op dat niveau. Gold wiskunde toch vooral als een vak waarin de handigheidjes geleerd werden waarvan de timmerman en de koopman gebruik konden maken, in de rekenboeken van MSG kreeg de abstractie en de logische opbouw voor het eerst meer aandacht. Behalve de rekenboeken werd het periodiek "Mengelwerk" uitgegeven. Ook voor het onderwijs in de technische vakken speelde Mathesis een rol van belang. Zo was het de eerste school en de enige school in Nederland waar erkende monteursexamens elektrotechniek konden worden afgelegd. Door het opleiden van vakbekwame handwerkslieden in de "beschouwende en werkdaadige wiskonst", "teekenkonst" en "bouwkonst", later in de elektrotechniek, werktuigbouwkunde en bouwkunde en nog weer later ook in de wegen- en waterbouwkunde, is Mathesis ruim twee eeuwen een factor geweest in de industriële ontwikkeling in en om Leiden. Het opleiden van vakbekwame handwerkslieden had tevens een belangrijk sociaal-emancipatorisch effect.

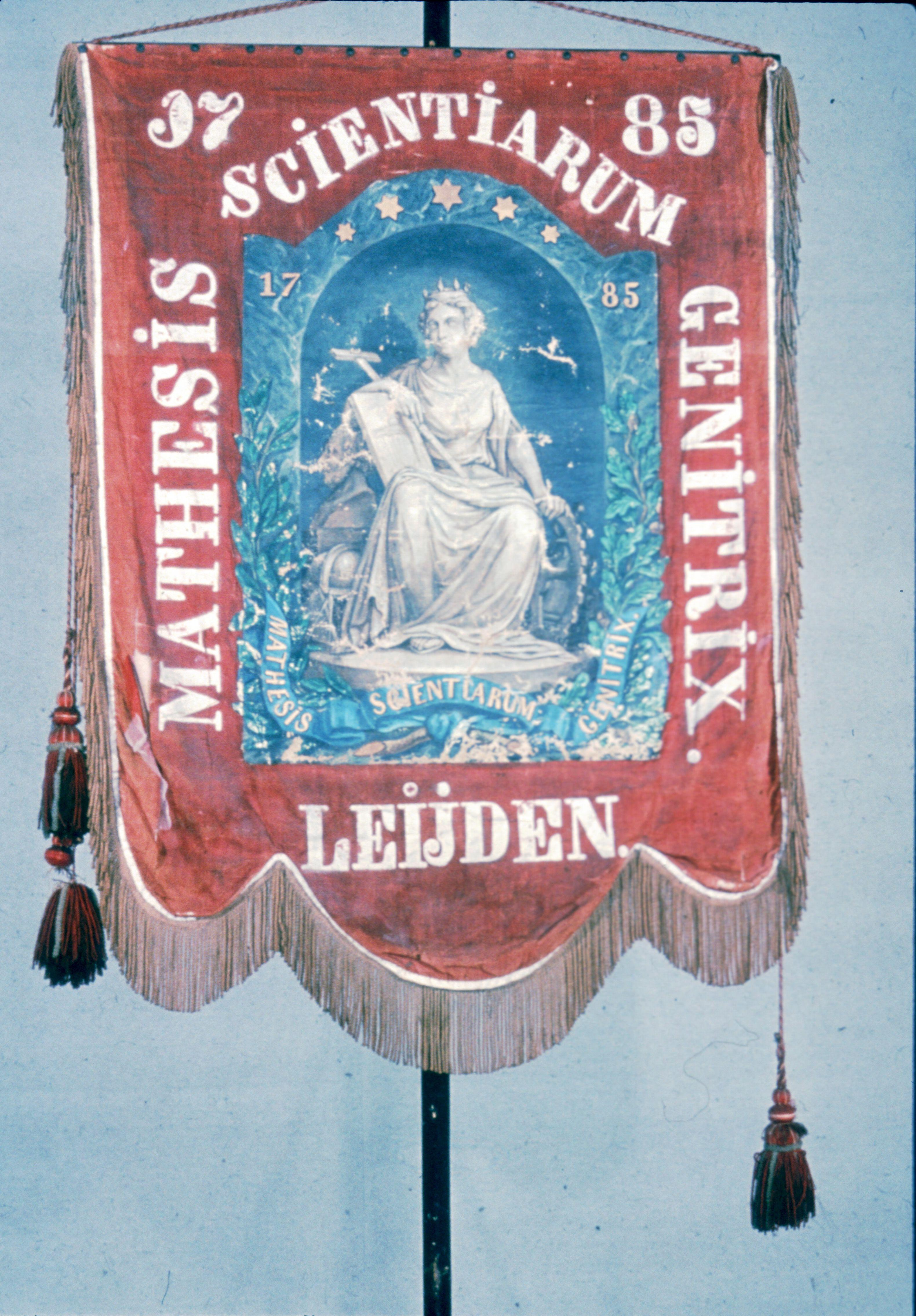
Het eerste vaandel van Mathesis dat stamt van vóór 1810
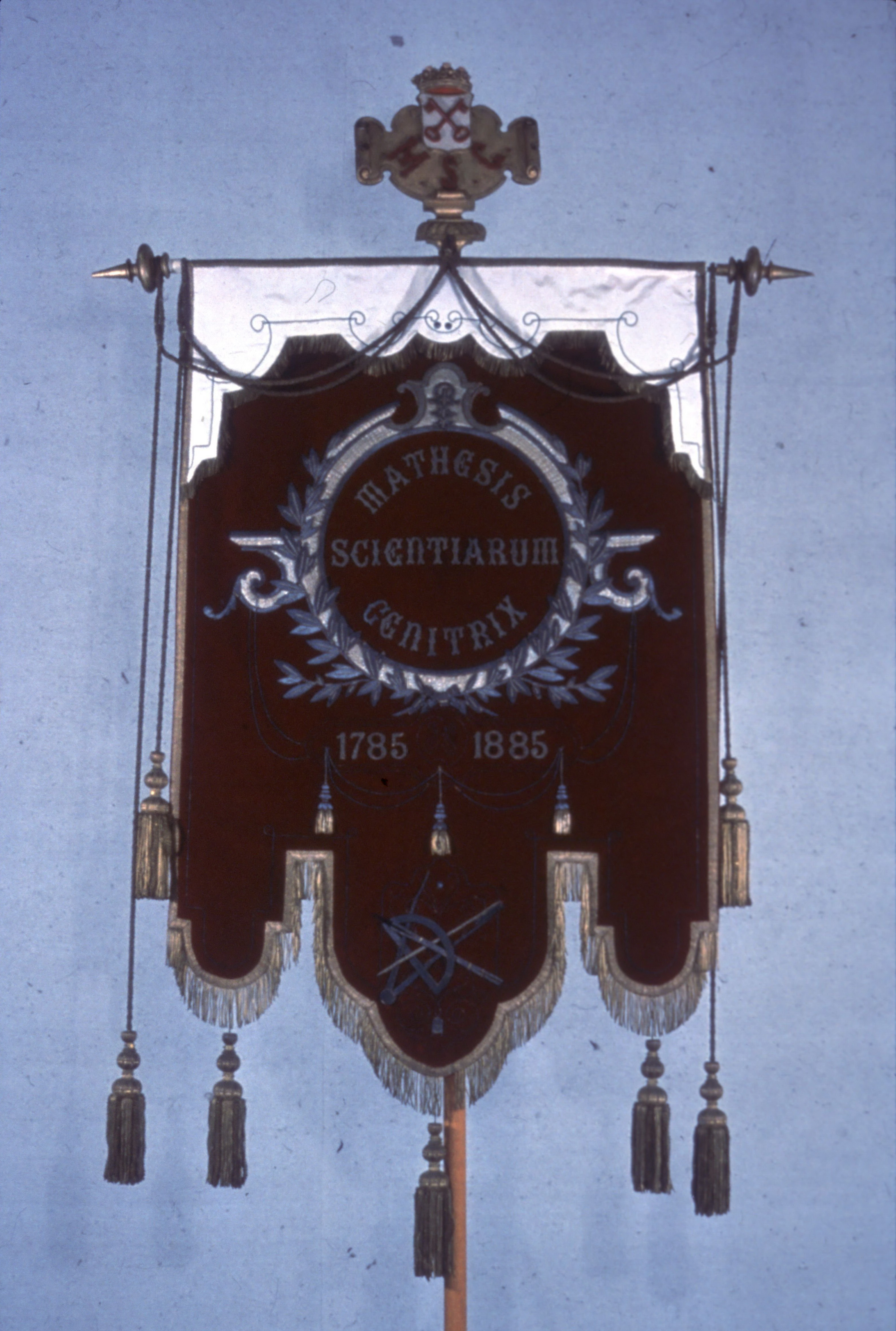
Het tweede vaandel van Mathesis dat door oud-leerlingen in 1885 is geschonken
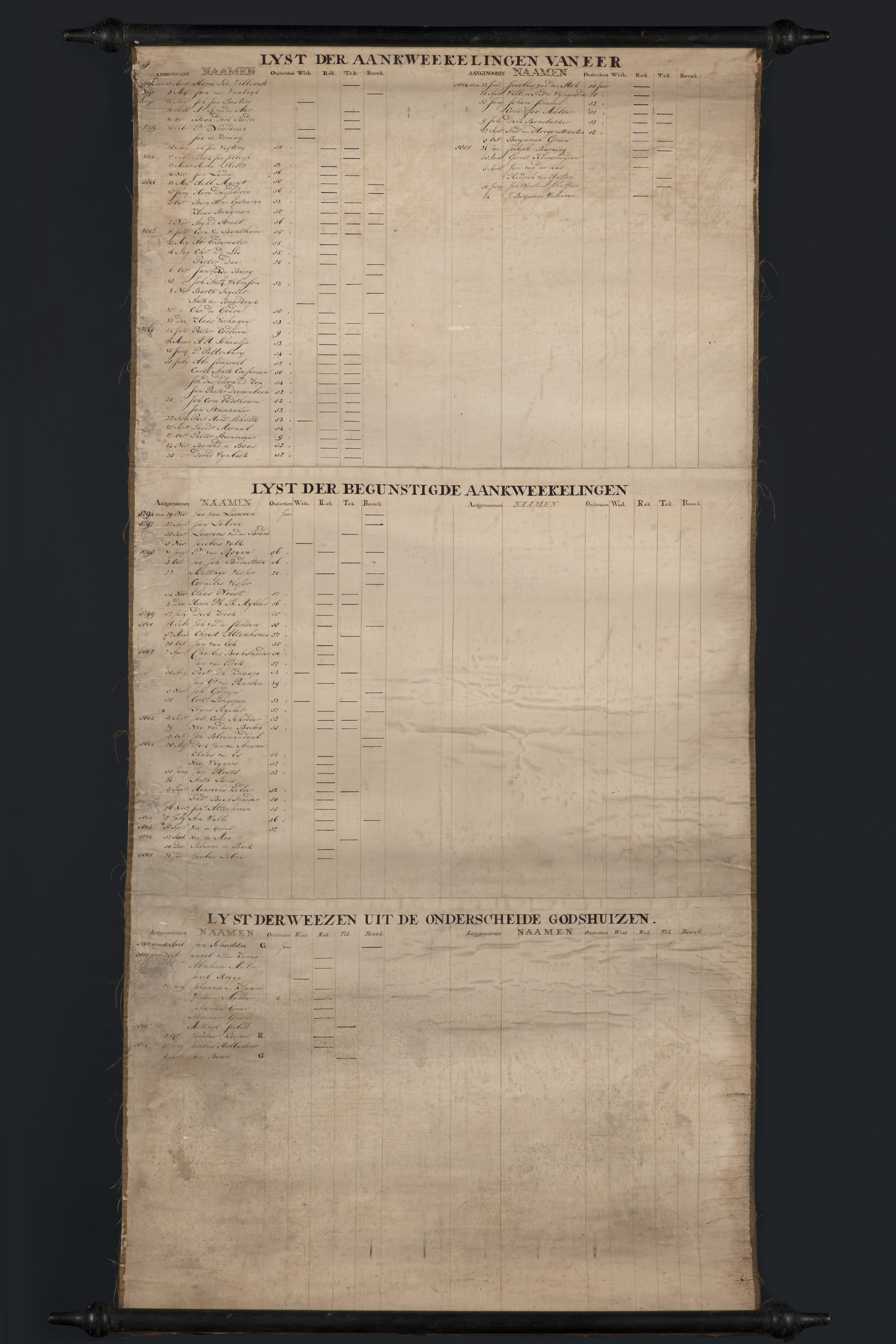
Lyst der aankweekelingen
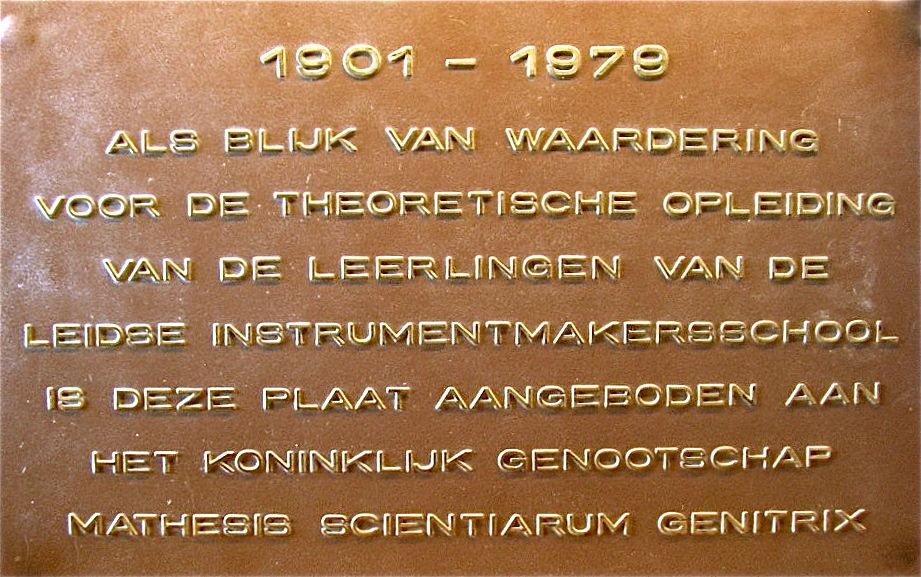
Gedenkbord in 1979 geschonken door de LIS als blijk van dank

## Directie (dag- en avondschool)
| 1785 - 1864 schoolcommissie    | 1917 - 1919 J. Verwey de Winter            |
| 1864 - 1865 J.D. van der Waals | 1919 - 1936 ir. R.J. Verwijs               |
| 1865 - 1866 G.A. Oskamp        | 1936 - 1939 ir. A. van Dijk                |
| 1866 - 1869 onbekend           | 1939 - 1954 A. van der Hoogt               |
| 1869 - 1870 J.A. van Dijk      | 1951 - 1954 ir. W.F. Engels dir. dagschool |
| 1870 - 1874 W.P. Wolters       | 1954 - 1968 ir. W.F. Engels                |
| 1874 - 1912 P. Dirkshoorn      | 1968 - 1983 ing. J. van Waveren            |
| 1912 - 1917 L. Vermaas         | 1983 - 1990 F. Hermans                     |

## Locaties

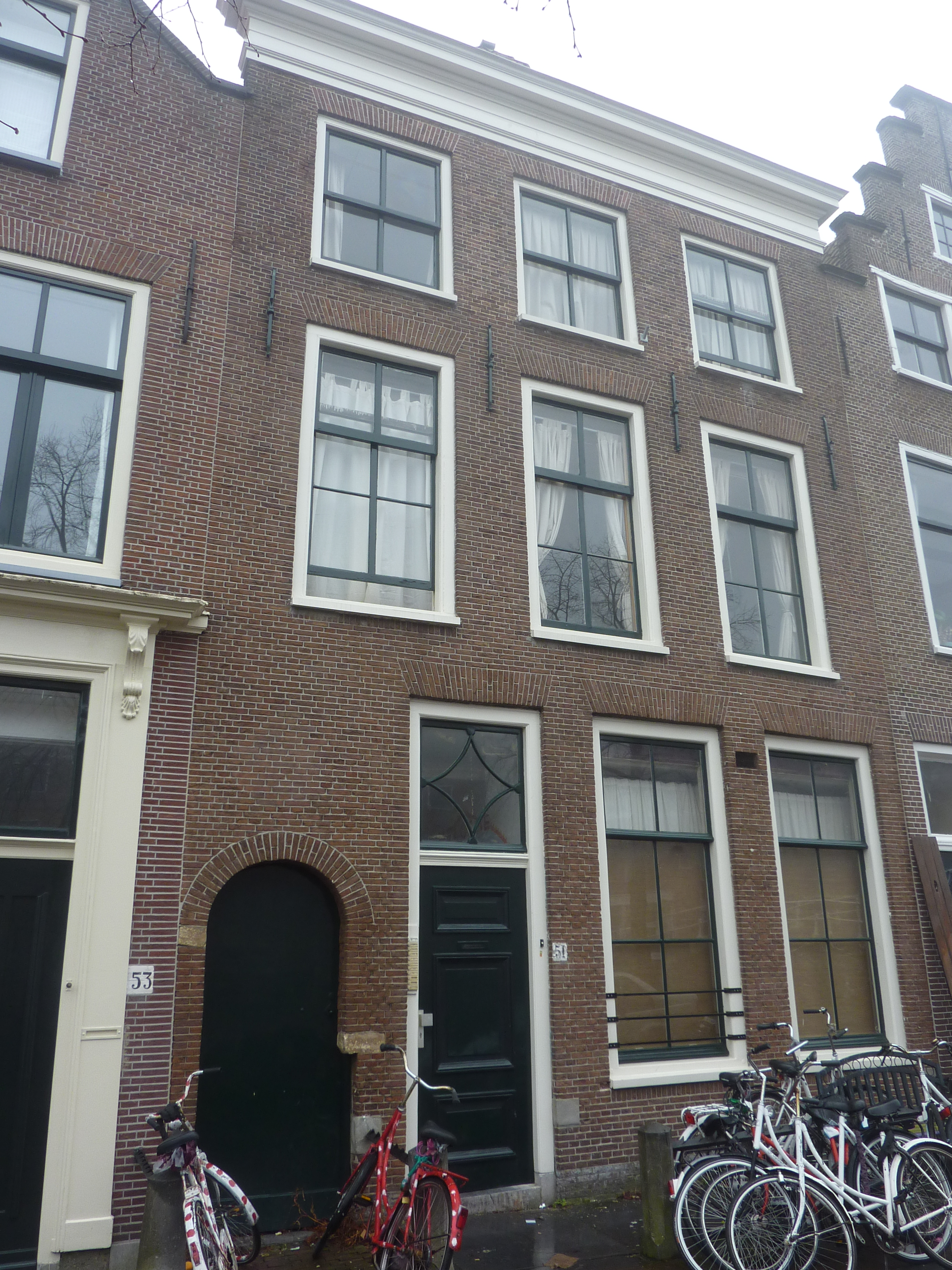
Herengracht 51
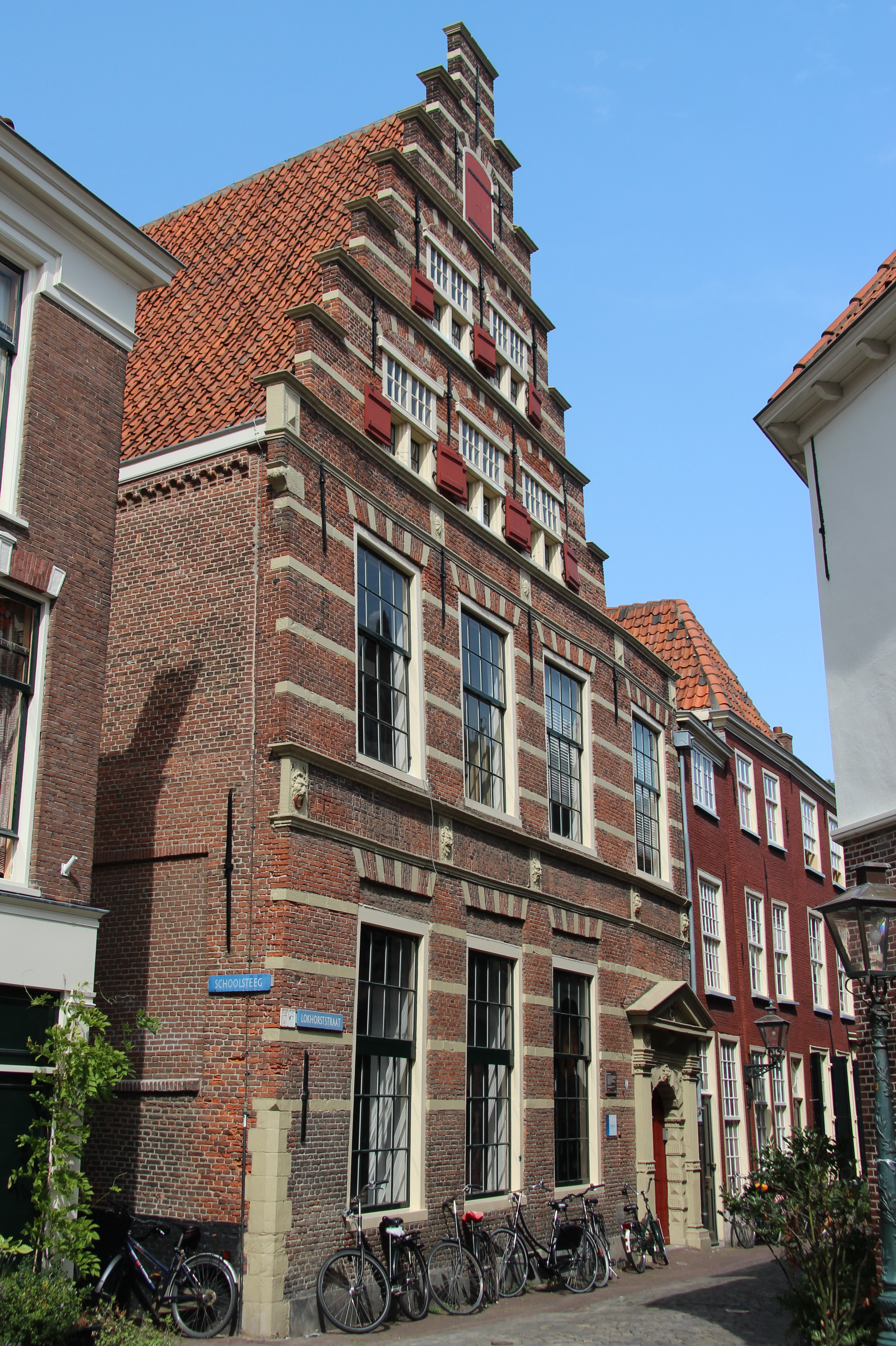
Lokhorststraat 16
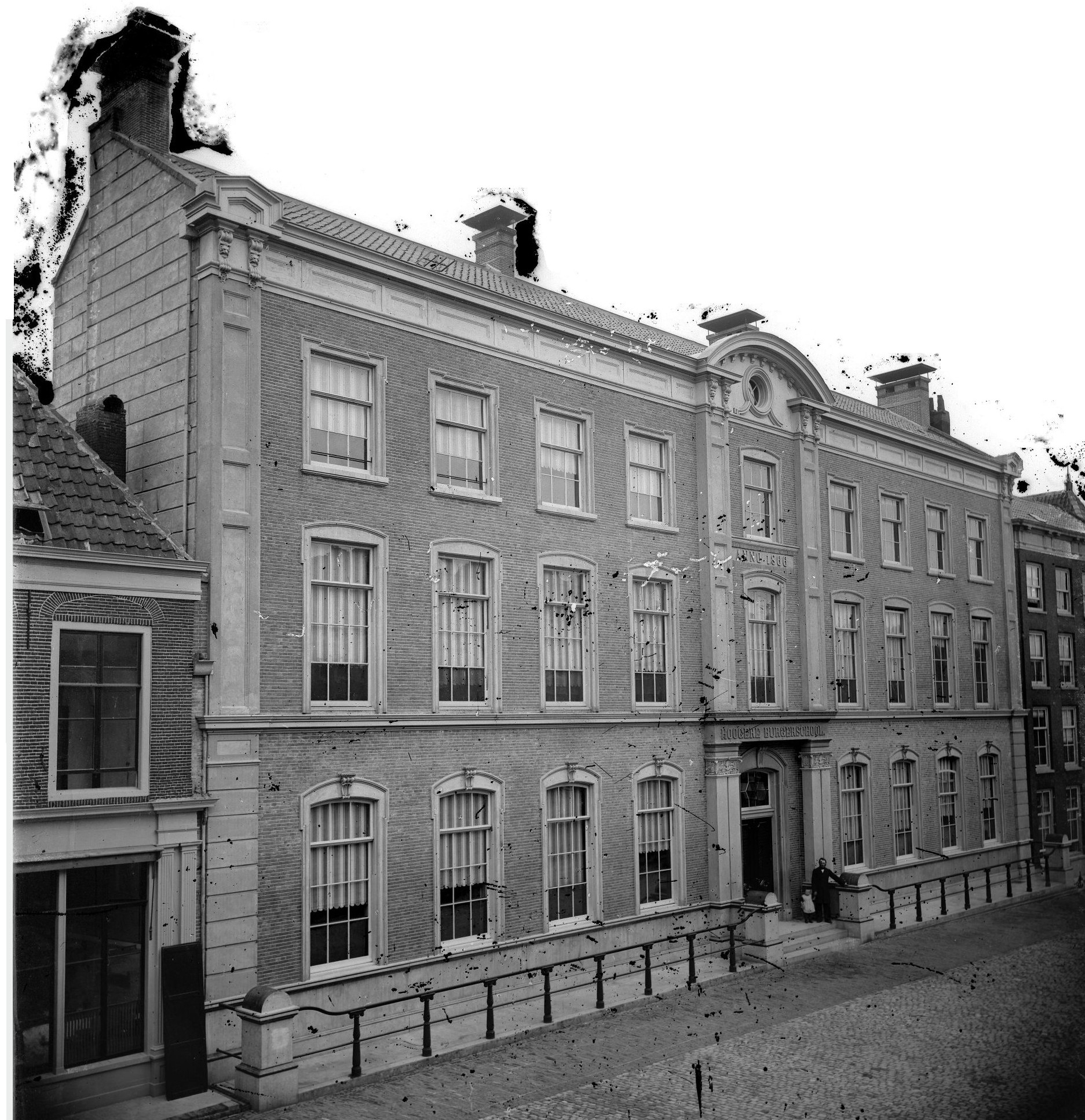
Pieterskerkgracht 13
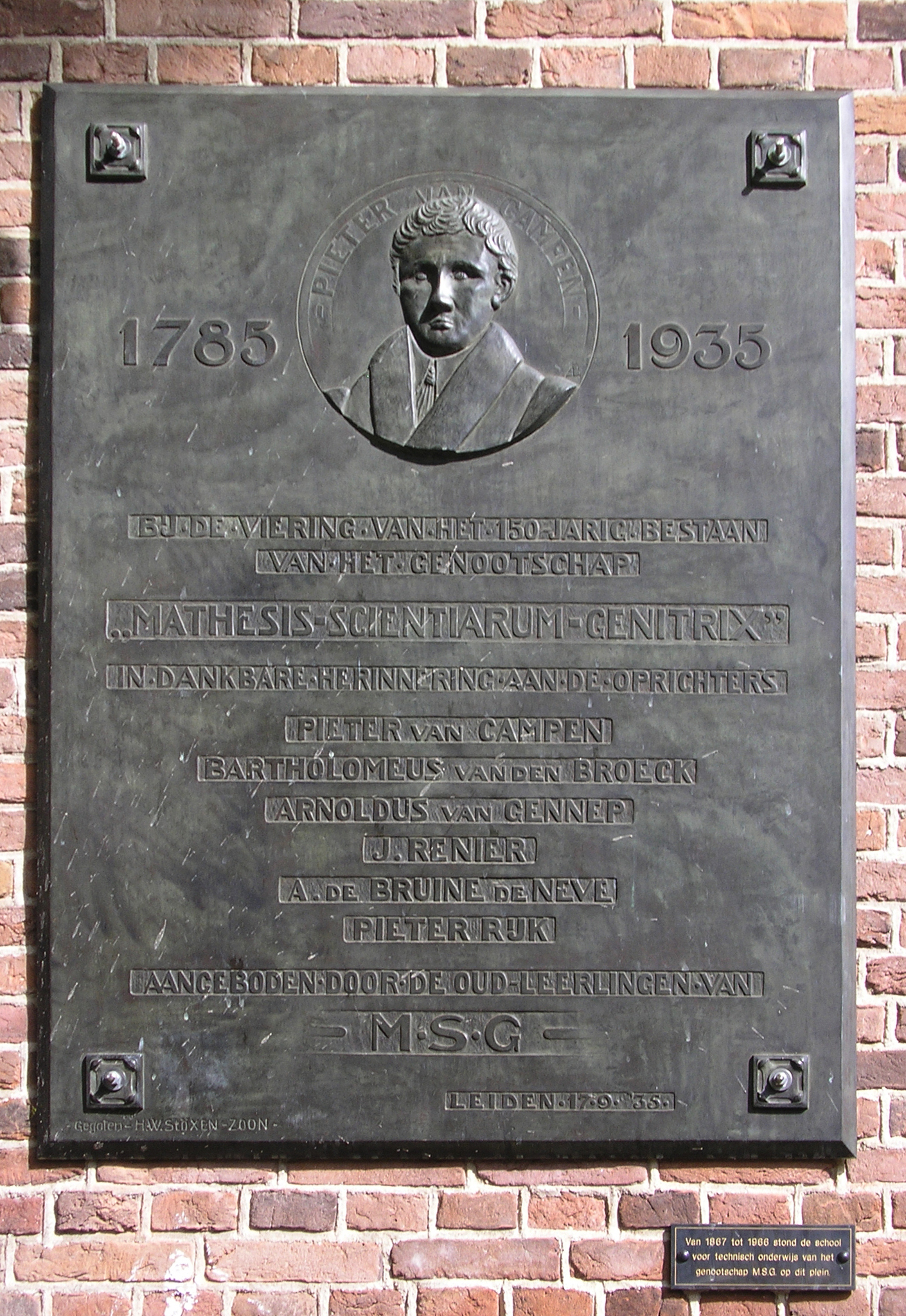
Gedenkplaat Mathesis tegen de muur van Pieterskerkgracht 11
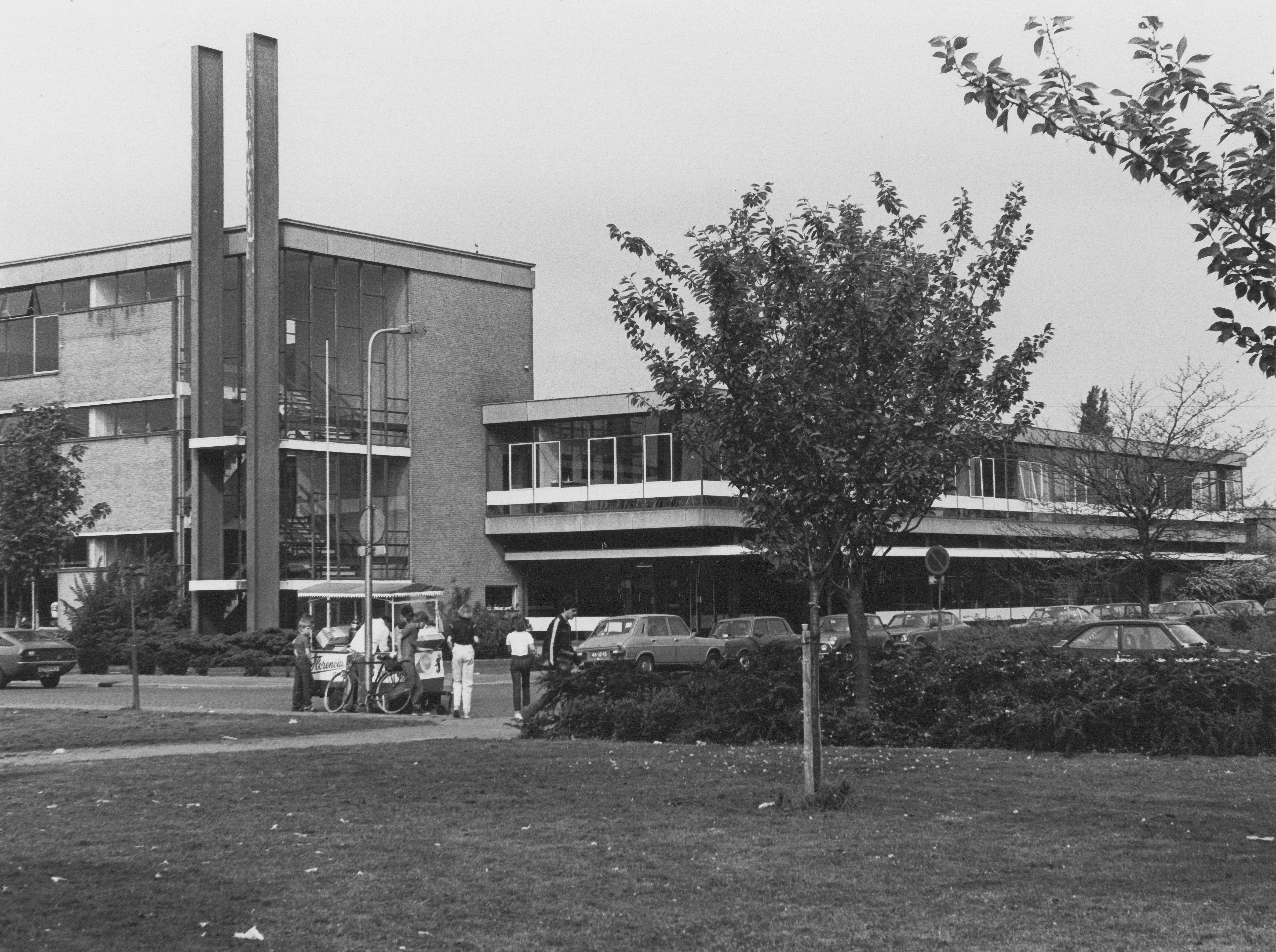
Dieperpoellaan 2 (foto 1981)

## Beeldmerken

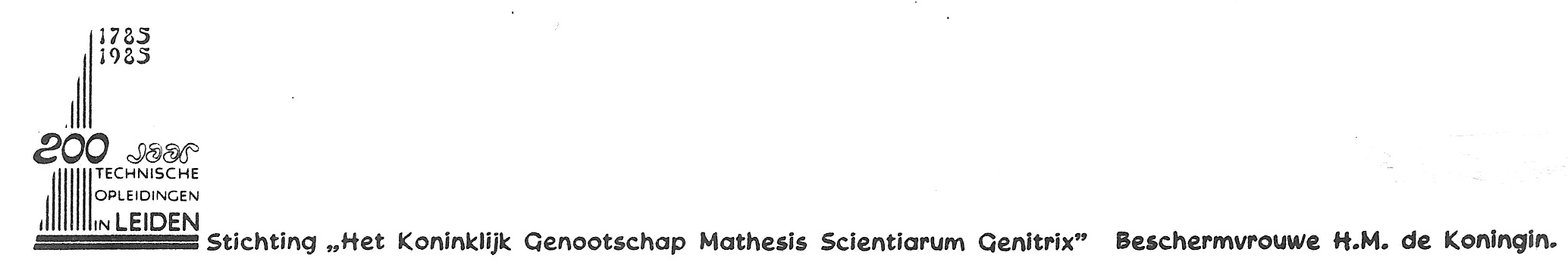
Beeldmerk (1983)

Het genootschap reikte voor bijzondere prestaties van leerlingen de "Erepenning" uit. Op de voorzijde stond Minerva en op de keerzijde was de naam gegraveerd van degene aan wie de penning werd uitgereikt, waarom dat werd gedaan en de datum van de plechtigheid. Ter gelegenheid van het tweehonderdjarig bestaan ontwierp Willem Vis, muntontwerper te Hazerswoude (1936-2007), een penning (zie hieronder) waarvan de voorzijde nagenoeg gelijk was aan de voorzijde van de Erepenning: alleen stond nu in de rand 1785-1985 waar op de Erepenning natuurlijk slechts 1785 stond. Op het linker deel van de keerzijde was het trappenhuis van het gebouw aan de Dieperpoellaan 2 te zien; de figuurtjes symboliseren de opgaande lijn in de ontwikkeling van de leerling. De herdenkingspenningen werden geslagen in goud (2 stuks), zilver en brons. De zilveren en bronzen exemplaren zijn op ruime schaal verspreid bij de viering van het tweehonderdjarig bestaan van Mathesis. Door de jaren heen heeft de afbeelding op de voorzijde tevens dienstgedaan als beeldmerk. Daarnaast werden ook wel twee beeldmerken gebruikt die varianten zijn (zie hieronder). Tussen 1970 en 1985 werden voornamelijk de twee beeldmerken gebruikt met de ronde letters MSG in het midden, ontworpen door de directeur J. van Waveren. In 1983 werd daarnaast het eveneens door J. van Waveren ontworpen langgerekte beeldmerk gebruikt. Vanaf 1985 werd het beeldmerk met de pijl gebruikt, ontleend aan de keerzijde van de herdenkingspenning.

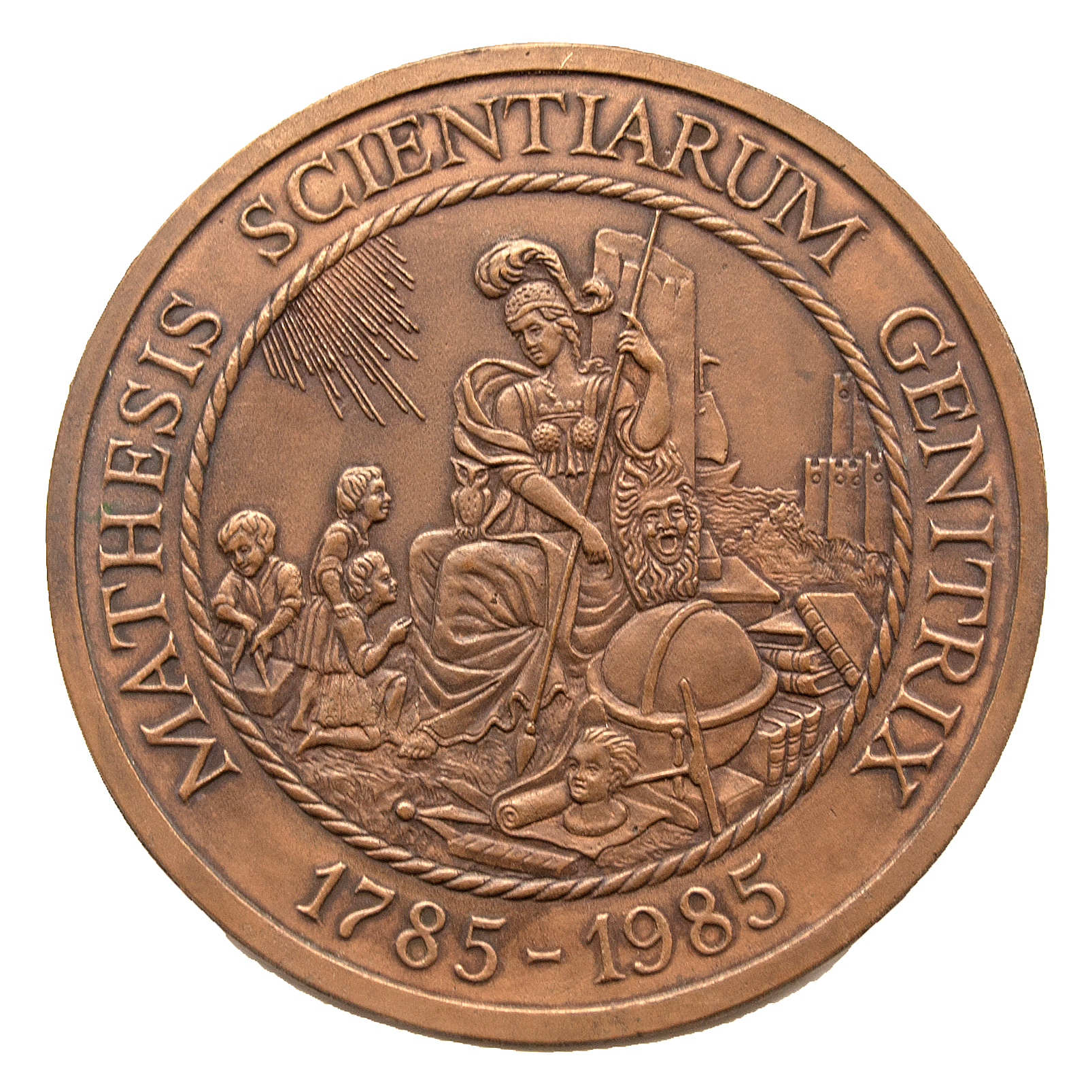
Herdenkingspenning met eerste beeldmerk (1985)
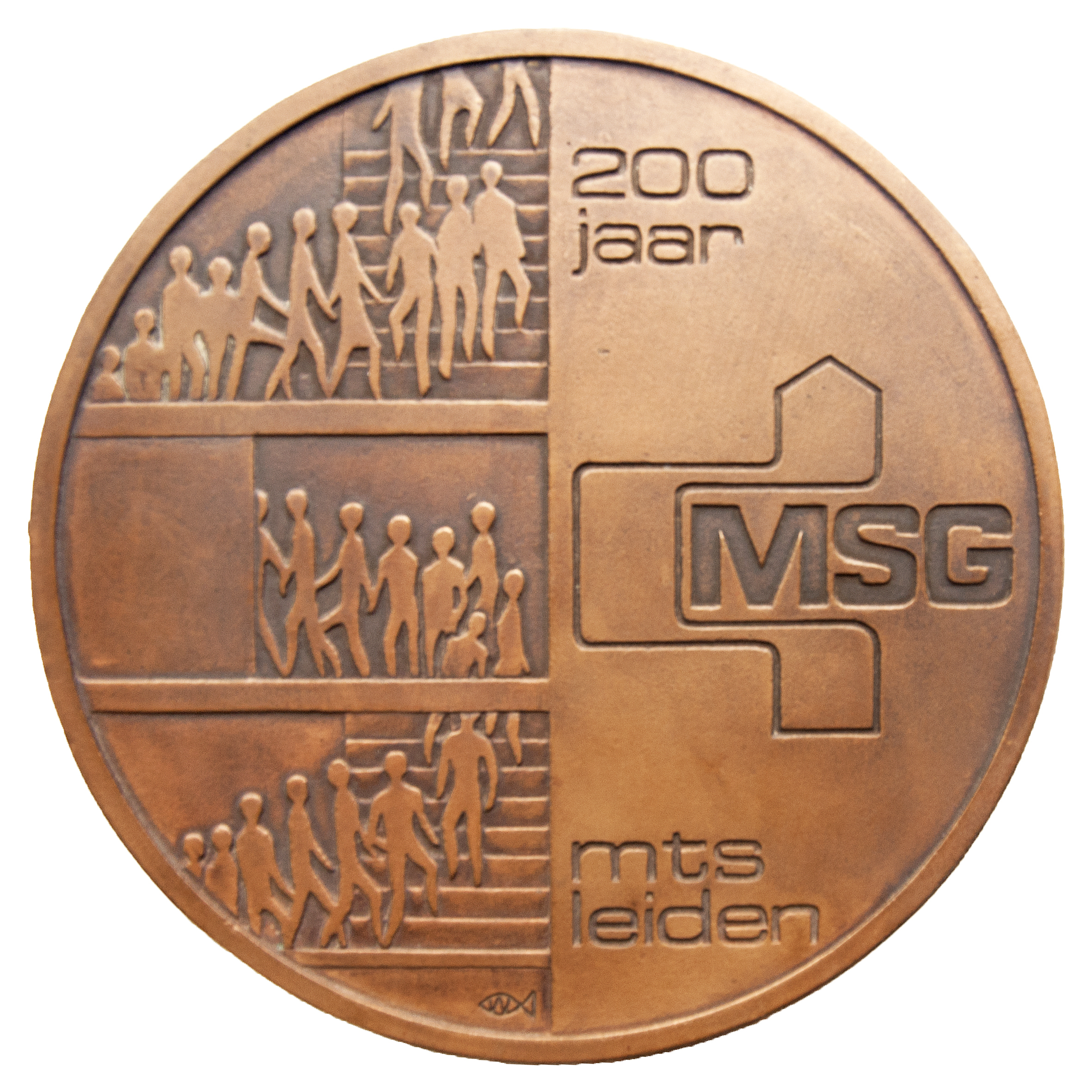
Keerzijde herdenkingspenning (1985)
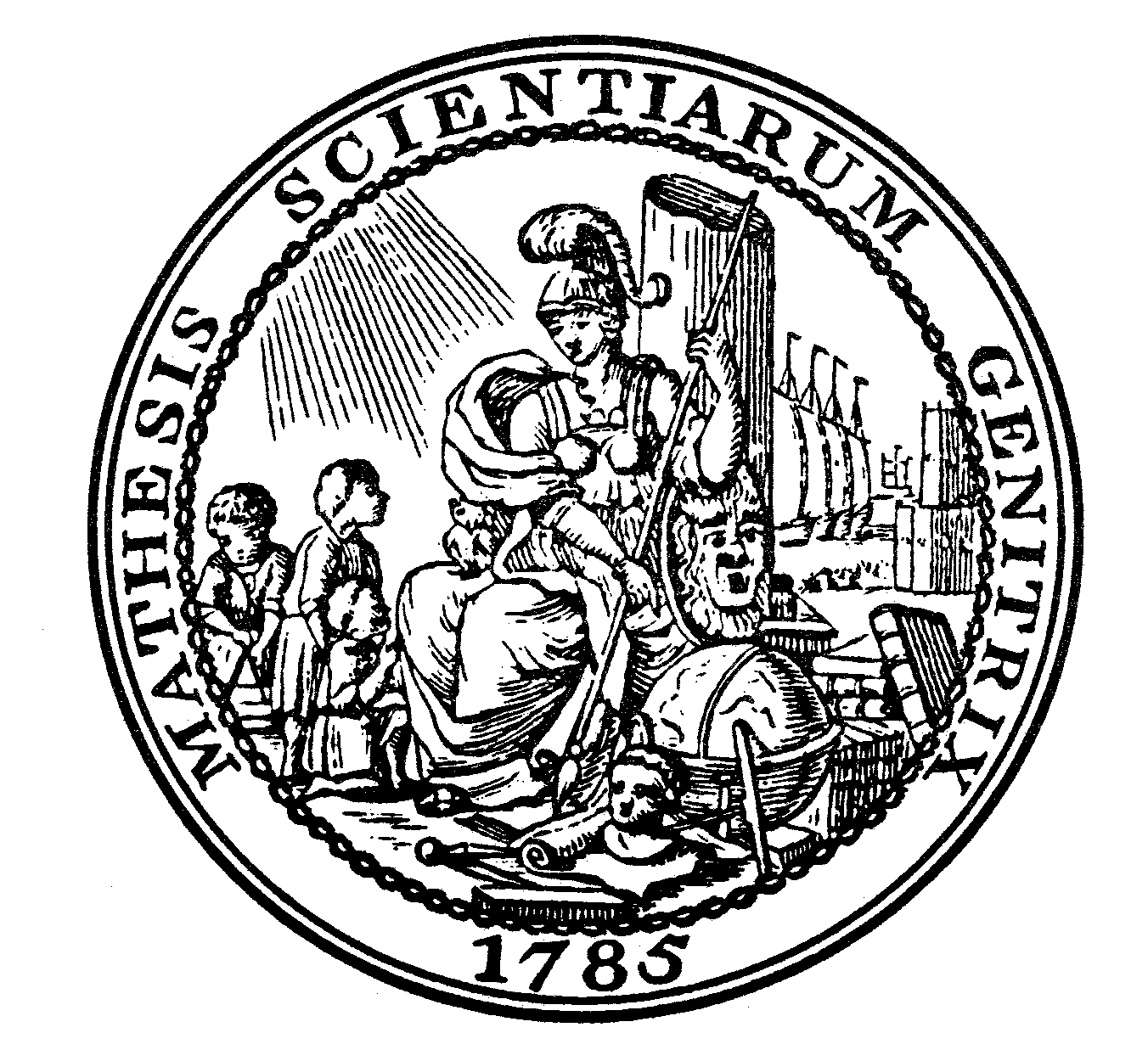
Beeldmerk (1900)
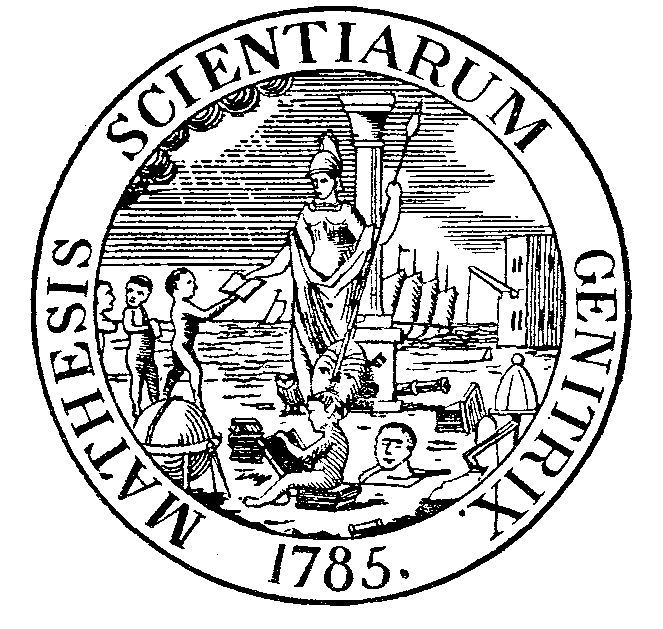
Beeldmerk (1913)
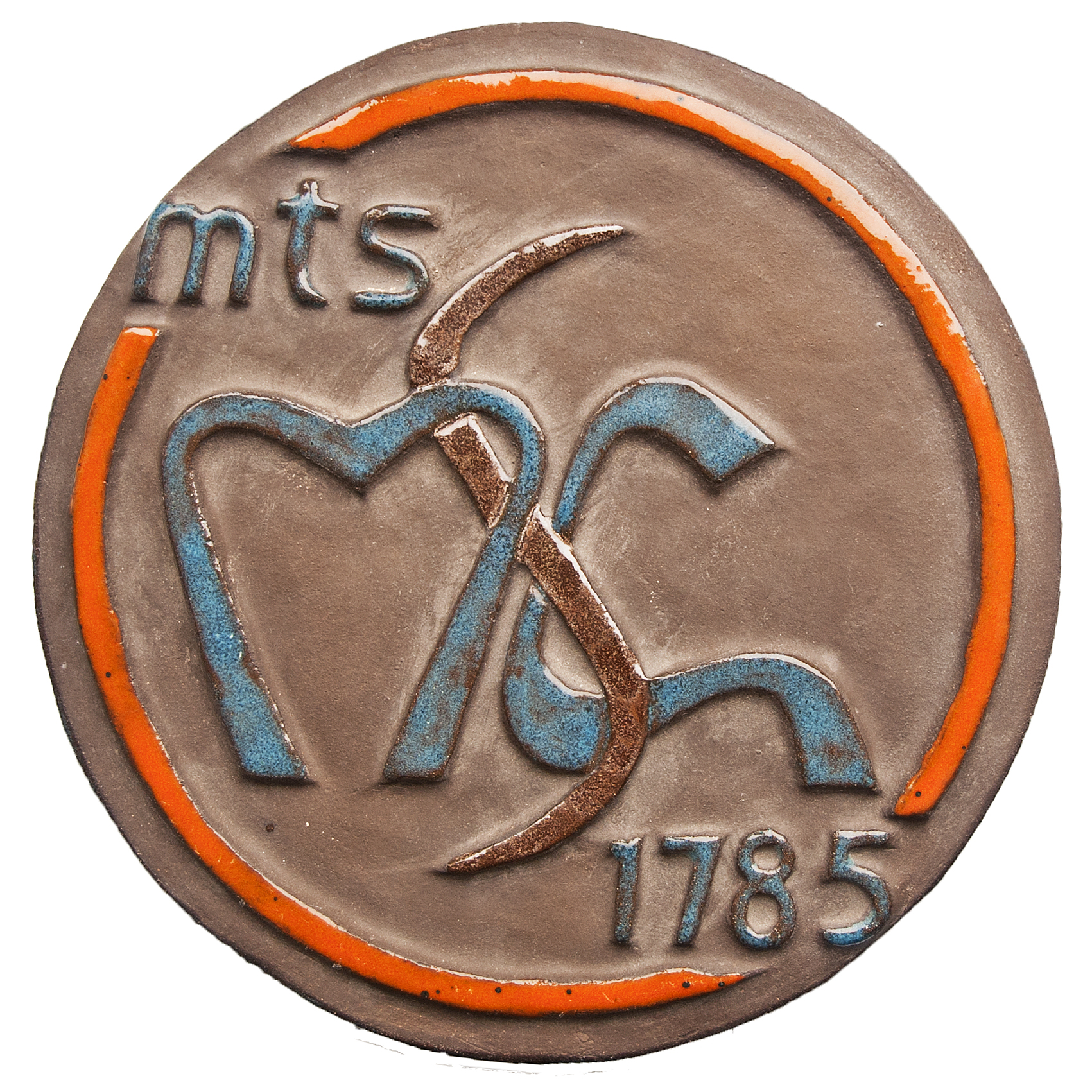
Beeldmerk (1970-1985)
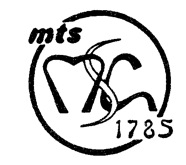
Beeldmerk (1970-1980)
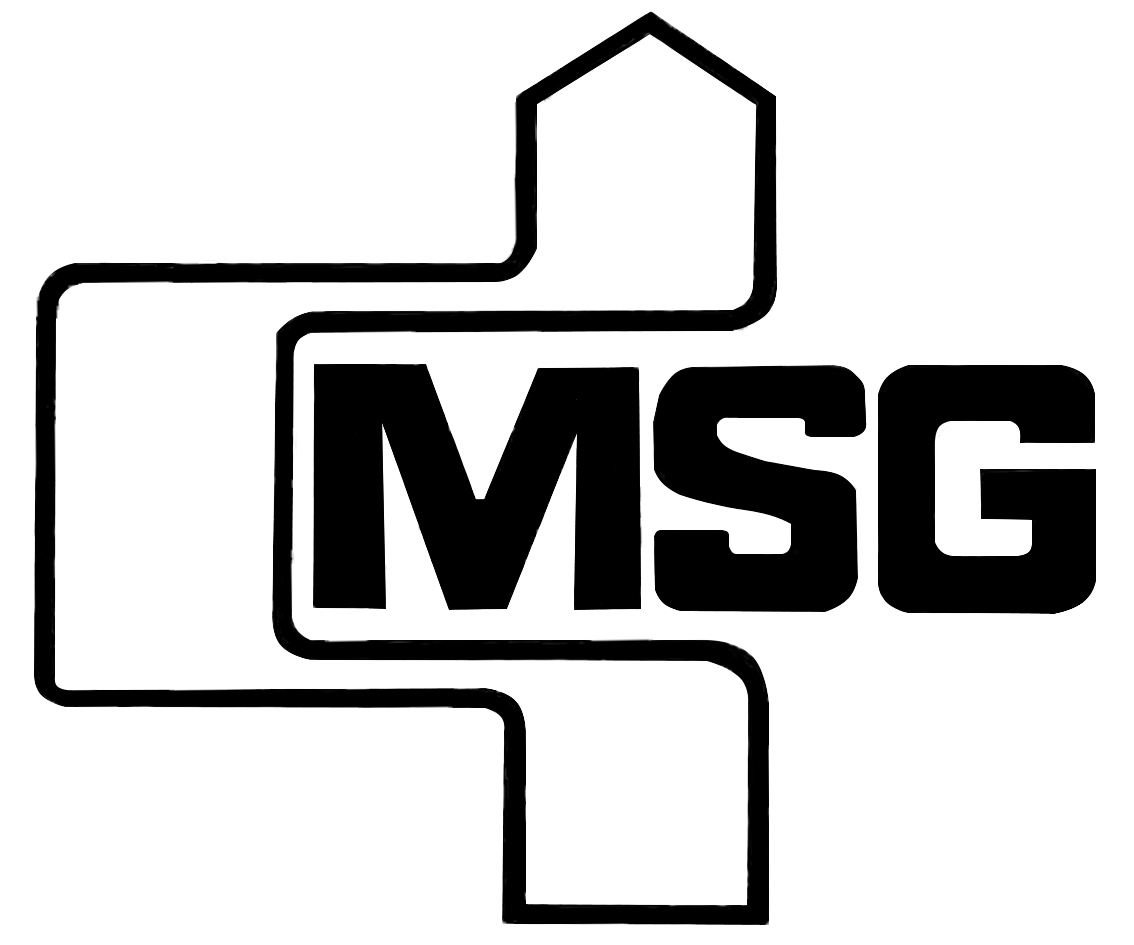
Beeldmerk (1985)

## Publicaties over of van Genootschap en School MSG
- Genootschap Mathesis Scientiarum Genitrix. (1786). Mengelwerk en prysverhandelingen, van het genootschap der beschouwende en werkdaadige wiskunde, onder de spreuk: Mathesis scientiarum genitrix, te Leiden, eerste deel. https://resolver.kb.nl/resolve?urn=dpo:11382:mpeg21:0007
- Campen P. van (1794). Redenen welken Pieter van Campen en Jacobus van Campen bewoogen hebben, om zich op den 30. april 1794, van [...] bestiering, en [...] lessen [...] in het genootschap: Mathesis scientiarum genetrix, te onttrekken. Leiden: Du Mortier en zoon.
- Bevel M.I.S. & Rijk P.E. (1827-1844). Grondbeginselen der Rekenkunde, stukje 1-5, Leiden: Wiskundig Genootschap Onder de Zinspreuk Mathesis Scientiarum Genitrix.
- Kamerlingh Onnes H. (1898). Het electrotechnisch onderwijs aan de avondschool van de Genootschap "Mathesis Scientiarum Genitrix" en de praktische vakopleiding in de werkplaatsen van het Natuurkundig Laboratorium te Leiden, voordracht 5 April. Leiden: Belinfante.
- Nederlandsche Vereeniging voor Electrotechniek (1898). Diploma's voor monteurs van elektrische installatiën. De Ingenieur, Orgaan der Vereeniging van Burgerlijke Ingenieurs, 18e jaargang nummer 49, blz 601-602.
- Loschacoff-de Kanter S. C. J. B. (1970). Het industrie college te Leiden. Leids Jaarboekje 1970, blz 125-146.
- Waveren J. van (1973). Het koninklijk genootschap "Mathesis Scientiarum Genitrix" van "school tot heil des volks" tot "middelbare technische school". MTO tijdschrift voor het Middelbaar Technische Onderwijs, 12e jaargang nummer 4, blz 140-153.
- Bonnet M., Borsje N., Castelein L., Corput M. van der, Duȇrmeijer G., Graaf E. de ... Timmers A. (1982). Waar blijft de Mathesiaan? Een uitstroomonderzoek onder de gediplomeerde leerlingen van de Middelbare Technische School van het Koninklijk Genootschap Mathesis Scientiarum Genitrix te Leiden, Leiden: Rijksuniversiteit Leiden, Vakgroep Onderwijskunde. ISBN 9789081552905
- Peeperkorn-van Donselaar L. A. (1985). Twee eeuwen technisch onderwijs, twee eeuwen bij de tijd: de geschiedenis van MSG Leiden, 1785-1985. Koninklijk Genootschap Mathesis Scientiarum Genitrix, Leiden: Koninklijk Genootschap Mathesis Scientiarum Genitrix. ISBN 9789081552912.
- Beckers D. J. (1998). Het is al Mathesis dat de klok slaat. De Negentiende Eeuw, jaargang 22 nummer 4, blz 220-234.
- Beckers D. J. (1999). Mathematics our goal! Dutch mathematical societies around 1800. Nieuw Archief voor Wiskunde 4e serie deel 17, blz 465-474.
- Beckers D. J. (2003). Oud archief. Nieuw Archief voor Wiskunde, 5e serie deel 4 nummer 2, blz 131.
- Beckers D. J. en Smid, H. J. (2003). Rekenmeesters I Grondbeginselen der Rekenkunde, Hilversum: Verloren. ISBN 9065507442 / ISBN 9789065507440.
- Beckers D. J. (2005). Uit zucht om in de wiskunst bedreven te worden. Veranderingen in het onderwijs van de rekenschool van het genootschap Mathesis Scientiarum Genitrix, 1785-1850. Euclides, 80 nummer 4, blz 146-151.
- Bleijie W. (2006). Het draagvlak van 1872, Erudiete overpeinzingen. Bijdragen over de stad en zijn omgeving bij het afscheid van Rudi van Maanen. blz 20-22. Leiden: Regionaal Archief Leiden. ISBN 9789072493224.